# Фарнето (Арецо)
Фарнето је насеље у Италији у округу Арецо, региону Тоскана.
Према процени из 2011. у насељу је живело 44 становника. Насеље се налази на надморској висини од 182 м.